# Stadion
Stadion je građevina ili mjesto predviđeno za održavanje sportskih ili glazbenih priredba: sastoji se od borilišta ili pozornice, koji mogu biti djelomično ili potpuno okruženi strukturama koje omogućuju posjetiteljima da (stojeći ili sjedeći) promatraju priredbu.

## Povijest
Najstariji poznati stadion je u Olimpiji, na zapadnom Peloponezu u Grčkoj gdje su održane starovjekovne Olimpijske igre 776. pr. Kr.